# Купол Урана
Купол Урана (лат. Uranius Tholus) — потухший вулкан на Марсе, расположенный в области Фарсида. Координаты центра — 26°15′ с. ш. 262°26′ в. д. / 26,25° с. ш. 262,43° в. д. Диаметр структуры составляет 61,4 км. Высота ≈ 4,5 км.

## География и геология

Карта провинции Фарсида, купол Урана находится в правом верхнем углу

Купол Урана является частью группы вулканов Урана и лежит к северу от большего вулкана Керавнский купол (нижний на снимке справа).
Ударные кратеры, покрывающие вулканический марсианский рельеф, показывают, что вулкан не был активным уже очень долгое время. По некоторым оценкам, он образовался в конце гесперийской эры (около 2,5 млрд лет назад), хотя точно установить его возраст трудно.
На провинции Фарсида сконцентрировано большое количество потухших вулканов. Например потухший вулкан Олимп, высота которого составляет примерно 26,2 км, является самой большой горой из известных в Солнечной системе.

## Галерея

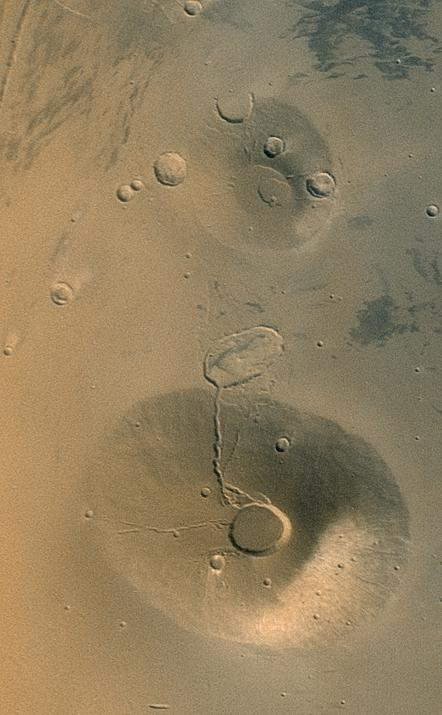
Купол Урана (верхний) и Керавнский купол (нижний), запечатлённые космическим аппаратом Mars Global Surveyor в марте 2002 года
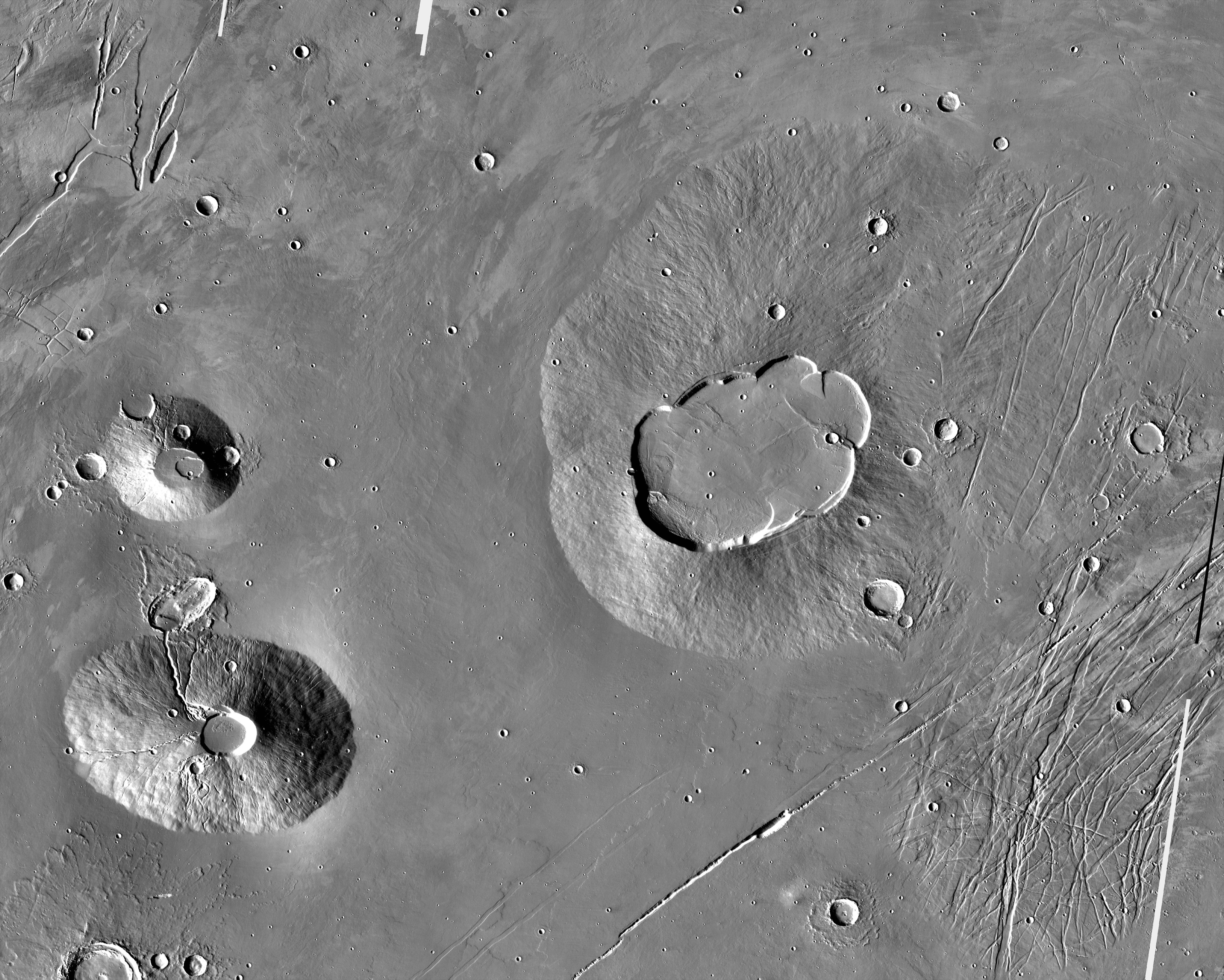
Группа вулканов Урана